# Tintarella di Luna
Tintarella di luna es el primer álbum de la cantante italiana Mina, publicado por la discográfica Italdisc en marzo de 1960.
Como era habitual en la época, tanto en este primer LP como en los publicados inmediatamente después de las discográficas Italdisc y Ri-Fi, "Tintarella di luna" es en realidad una recopilación de las canciones aparecidas anteriormente en LP o sencillos de 45 RPM en lugar de un álbum de canciones inéditas. Sin embargo, este álbum es considerado el primer álbum de estudio de la artista según su discografía oficial.
Este LP ha sido reeditado y remasterizado en diversas ocasiones y formatos diferentes.

## Lista de canciones
| N.º | Título                 | Duración |  |
| 1.  | «Folle banderuola»     | 2:20     |  |
| 2.  | «È vero»               | 3:00     |  |
| 3.  | «Whisky»               | 2:46     |  |
| 4.  | «My Crazy Baby»        | 2:35     |  |
| 5.  | «Nessuno»              | 2:14     |  |
| 6.  | «Ho scritto col fuoco» | 2:22     |  |
| 7.  | «Tintarella di luna»   | 3:00     |  |
| 8.  | «La verità»            | 2:06     |  |
| 9.  | «Non sei felice»       | 2:18     |  |
| 10. | «Piangere un po'»      | 2:27     |  |
| 11. | «La luna e il cow boy» | 2:36     |  |
| 12. | «Vorrei sapere perché» | 2:41     |  |

- Datos: Q3991618